# تومي واتسون (لاعب كرة قدم)
تومي واتسون (بالإنجليزية: Tommy Watson)‏ (23 أغسطس 1943 في المملكة المتحدة - ) هو مدرب كرة قدم ولاعب كرة قدم بريطاني في مركز جناح ‏. لعب مع نادي بيتربورو يونايتد ونادي غيلينغهام ونادي والسول وماديستون يونايتد ‏.